# Rudolfsheim-Fünfhaus
Rudolfsheim-Fünfhaus ([ˈʀuːdɔlfsˌhaɪ̯m fʏnfˈhaʊ̯s]ⓘ) – piętnasta dzielnica Wiednia położona na zachód od centrum miasta. Do najbardziej znanych obiektów położonych na tym terenie należą dworzec kolejowy Wien Westbahnhof i Wiener Stadthalle.